# Štítina
Štítina település Csehországban, a Opavai járásban.Štítina Opava, Kravaře, Velké Hoštice, Mokré Lazce és Nové Sedlice településekkel határos. Lakosainak száma 1292 fő (2024. január 1.).

## Népesség
A település lakosságának változását az alábbi diagram mutatja:
| Lakosok száma | 524  | 587  | 721  | 1031 | 1085 | 1181 | 1241 | 1259 | 1265 | 1292 |
|               | 1869 | 1900 | 1921 | 1961 | 1980 | 2011 | 2016 | 2019 | 2021 | 2024 |